# 巴豆酸
巴豆酸即2-丁烯酸，结构式CH3CH＝CHCOOH。

## 性质
巴豆酸在室温下为单斜晶系针状或棱状结晶。有顺式和反式两种双键异构体，通常为反式异构体。顺式与60％硫酸、微量盐酸或溴化氢共热，可转化为反式异构体。而反式在甲苯溶液中，可转化为顺式异构体。
- 顺式：熔点15.5°C，沸点169°C（100kPa）。相对密度1.0265（20°C）。水溶解度 7.61 g/100 ml 水（20°C）。溶于乙醇。
- 反式：熔点71.4～71.7°C，沸点184.7°C。相对密度1.018（15°C）。水溶解度 9.4 g/100 ml 水（25°C）。溶于乙醇、乙醚和丙酮。

## 制备
由巴豆醛在乙酸铜-乙酸钴混合物催化剂作用下於35～50°C被空气或氧气氧化而得。
{\displaystyle \ CH_{3}CH\!=\!CHCHO+{\tfrac {1}{2}}O_{2}\rightarrow CH_{3}CH\!=\!CHCOOH}

## 用途
巴豆酸主要用于制取聚醋酸乙烯酯涂料。此外，巴豆酸也用于树脂、增塑剂、杀菌剂、药物和粘合剂的生产。